# 白鳥峠
白鳥峠（しらとりとうげ）は、京都府舞鶴市にある峠である。
京都府北部の中核都市である舞鶴市は古より城下町があり商都として栄えた西舞鶴と、軍港として栄えた東舞鶴にわかれて発展しており、その双鶴を結ぶ主要幹線の1つであるJR舞鶴線と京都府道28号小倉西舞鶴線に白鳥峠がある。
現在でこそ鉄道や道路が整備されているが、昔は狸が出るような細道で、徒歩で峠をこえていたという。